# Härnösands Gymnasii-Förbund

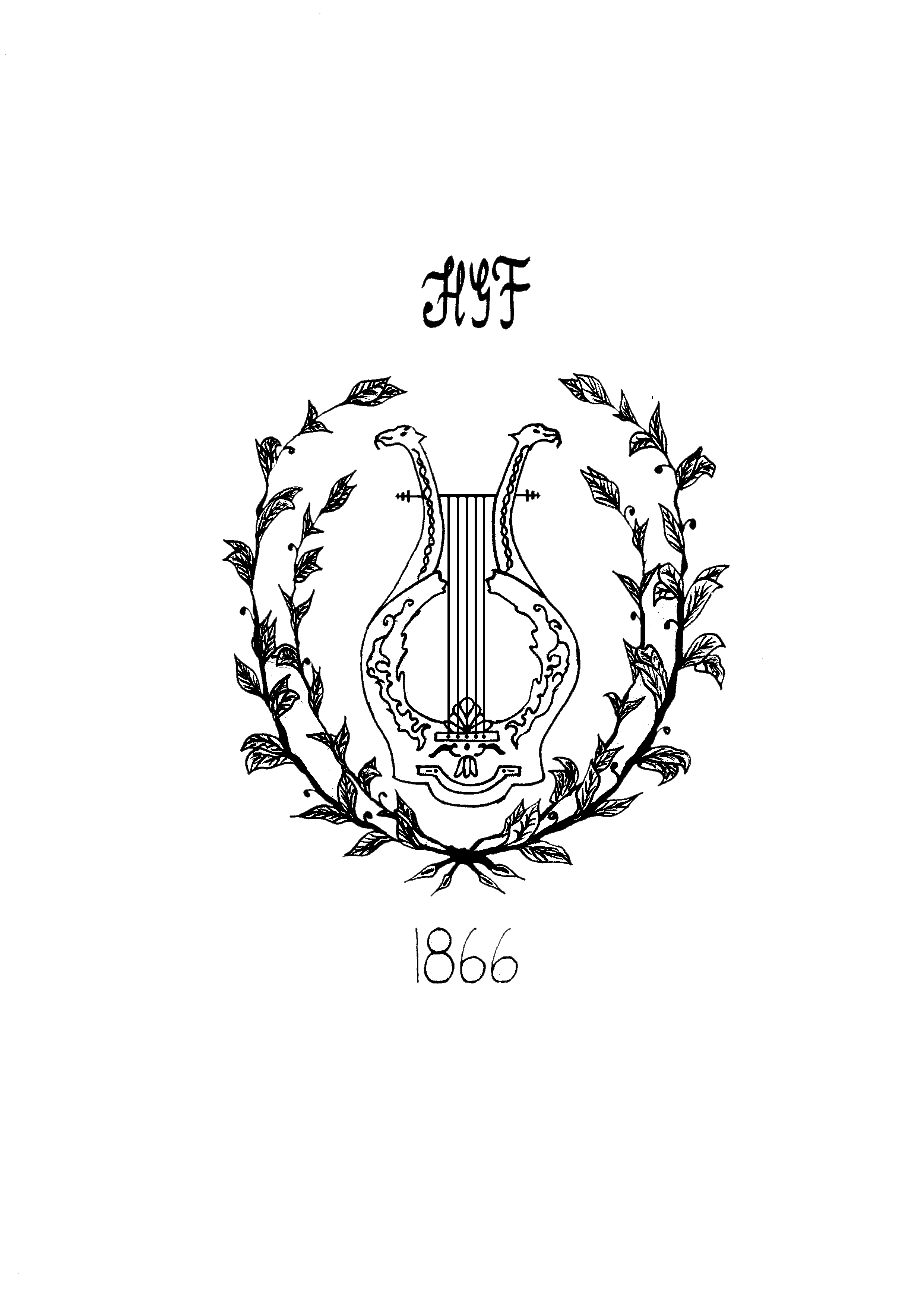

Härnösands Gymnasii-Förbund, HGF, är ett slutet gymnasieförbund vid Härnösands gymnasium.
"Hernösands Gymnasii-Förbund" grundades den 18 september 1866 av de två eleverna Edward Cristie Linde och Jonas Petter Pettersson. Förbundets syfte vara att förbrödra eleverna och motverka den då rådande pennalismen vid Härnösands högre allmänna läroverk. Läroverkseleverna träffades varje vecka i förbundslokalen där man propagerade mot pennalism och spelade teater och musik. Dåtidens lokal var förlagd i den byggnad som idag är Härnösands rådhus. HGF är ett förbund för manliga elever på Härnösands gymnasium. År 1942 bildades den första kvinnliga motsvarigheten till HGF, KG (Kvinnliga Gymnasieföreningen) och år 2005 bildades ännu en kvinnlig gymnasieförening, Divinitas. 
HGF:s första slag för studentprosa fick se ljuset redan 1867 med den litterära skriften Viola. Fem år senare var det dags för ett namnbyte, skriften skulle heta Idun och detta namn bär den än idag. Förbundets lokaler är något som har varierat under åren, första lokalen var belägen i Härnösands Rådhus, men flyttades senare in inom Gymnasiets väggar,      
Pelle Molin, Erik Natanael Söderberg, Walter Hülphers, Bengt Lindström och Ludvig Nordström är några av skalder och konstnärer som under sina gymnasieår var medlemmar i HGF.